# Trausnitz
Trausnitz – miejscowość i gmina w Niemczech, w kraju związkowym Bawaria, w rejencji Górny Palatynat, w regionie Oberpfalz-Nord, w powiecie Schwandorf, wchodzi w skład wspólnoty administracyjnej Pfreimd. Leży w Lesie Czeskim, około 24 km na północny wschód od Schwandorfu, nad rzeką Pfreimd.

## Dzielnice
W skład gminy wchodzą następujące dzielnice: 
| - Atzenhof - Bierlhof - Kalthenthal - Köttlitz - Oberpierlhof | - Reisach - Schweizerbach - Söllitz - Trausnitz |